# Straż nocna (film 2007)
Straż nocna (ang. Nightwatching) – zrealizowany w międzynarodowej koprodukcji film biograficzny z 2007 roku w reżyserii Petera Greenawaya.

## Opis fabuły
Akcja filmu rozpoczyna się w 1642 roku, w roku, w którym Rembrandt przyjmuje zamówienie na grupowy portret amsterdamskiej kompanii strzeleckiej. Obraz ten, nazwany Straż nocna, posłużył Rembrandtowi jako dowód oskarżenia w sprawie ujawnienia spisku, jaki miał wybuchnąć wśród kupców, którzy należeli do owej amsterdamskiej kompanii.

## Obsada
- Martin Freeman – Rembrandt van Rijn
- Jodhi May – Geertje
- Eva Birthistle(inne języki) – Saskia
- Emily Holmes(inne języki) – Hendrickje
- Michael Teigen(inne języki) – Carel Fabritius
- Christopher Britton(inne języki) – Rombout Kemp
- Toby Jones – Gerard Dou
- Andrzej Seweryn – Piers Hasselburg
- Krzysztof Pieczyński – Jacob de Roy
- Magdalena Gnatowska – guwernantka Martha
- Agata Buzek – Titia Uylenburgh
- Maciej Zakościelny – Egremont
- Rafał Mohr – Floris
- Maciej Marczewski – Clement
- Adrian Lukis(inne języki) – Frans Banning Cocq
- Grażyna Barszczewska – teściowa Banning Cocq
- Anna Antonowicz – Catharina
- Alicja Borkowska – Lotte
- Natalie Press(inne języki) – Marieke